# Болонски университет
Болонският университет (на италиански: Università di Bologna) е най-старият съществуващ университет в Европа.
В известен смисъл се приема за Алма матер на всички съвременни университети. Водещ във всички европейски, а и световни университетски мрежи и класации – Europaeum и Утрехтска мрежа и др. Алма матер на няколко папи и едни от най-известните италиански и световни учени.
Сред известните възпитаници на първия средновековен и оцелял център на академизма в Европа са Булгарус, Вилхелм Тирски, Данте Алигиери, папа Сикст IV, Николай Коперник, Бенито Мусолини, Романо Проди, Умберто Еко и други.
В кампуса на университета, непосредствено под най-известната му зала по анатомия на знанието, се намира параклисът „Богородица на Българите“.

## Галерия
- Анатомичен театър на Болонския университет – маса за дисекции
- Палацо Малвези Кампеджи
- Палацо Палеоти
- Факултет по инженерство